# Диксон, Гордон
Гордон Руперт Диксон (англ. Gordon Rupert Dickson; 1 ноября 1923 года — 31 января 2001 года) — американский писатель-фантаст. Лауреат одной премии Небьюла и трёх премий Хьюго. Наиболее известны его циклы произведений о планете Дорсай («Цикл о Чайлде») и Рыцаре-драконе.

## Биография
Родился в канадском городе Альберта в 1923 году. После смерти отца, в 1937 году переехал с матерью в американский Миннеаполис. С 1943 по 1946 год служил в армии США. В 1948 году получил степень бакалавра искусств в Миннесотскиом университете.
Первое произведение опубликовал в 1950 году в журнале «Fantastic Story Quarterly» — это был фантастический рассказ «Trespass!». Год спустя три его рассказа публиковались в «Astounding Science Fiction» и одно в «Planet Stories».
Популярность среди читателей получили циклы произведений о планете Дорсай («Цикл о Чайлде») и Рыцаре-драконе.
С 1969 по 1971 год являлся президентом Ассоциации писателей-фантастов Америки. Большую часть жизни писатель страдал от бронхиальной астмы и умер от осложнений в 2001 году.

### Серии

#### Childe Cycle (Dorsai)
Один из самых знаменитых научно-фантастических циклов.
- Прирожденный полководец (The Genetic General) (1960) (другой вариант названия: Dorsai!, 1976)
- Некромансер (Necromancer) (1962) (другой вариант: No Room for Man)
- Воин (Warrior) (1965)(рассказ) сборник «Потерянный дорсай»
- Солдат, не спрашивай (Soldier, Ask Not) (1967)
- Тактика ошибок (Tactics of Mistake) (1971)
- Дух Дорсая (The Spirit of Dorsai) (1979)
- Потерянный дорсай (Lost Dorsai) (сборник рассказов) (1980)
- Абсолютная энциклопедия (The Final Encyclopedia) (1984)
- В компании с Дорсаем (The Dorsai Companion) (1986)
- Гильдия (The Chantry Guild) (1988)
- Молодой Блейз (Young Bleys) (1991)
- Иные (Other) (1994)
- Антагонист (Antagonist) (в соавторстве с Дэвидом Уиксоном) (2007)

#### Рыцарь-дракон (The Dragon Knight)
- Дракон и Джордж (The Dragon and the George) (1976)
- Рыцарь-дракон (The Dragon Knight) (1990)
- Дракон на границе (The Dragon on the Border) (1992)
- Дракон на войне (The Dragon at War) (1992)
- Дракон, Эрл и Тролль (The Dragon, the Earl, and the Troll) (1994)
- Дракон и Джинн (The Dragon and the Djinn) (1996)
- Дракон и король Подземья (The Dragon & the Gnarly King) (1997)
- Дракон в Лайонесе (The Dragon in Lyonesse) (1998)
- Дракон и блондинка из Кента (The Dragon and the Fair Maid of Kent) (2000)

#### Дилбия (Dilbia)
- Космическая посылка — Spacial Delivery (1961)
- Космическая лапа — Spacepaw (1969)

## Премии
Хьюго
- «Soldier, Ask Not» номинация Лучший рассказ, 1965
- Lost Dorsai номинация Лучшая повесть, 1981
- Плащ и посох (The Cloak and the Staff) — номинация «Лучшая короткая повесть», 1981 год.

Небьюла
- «Call Him Lord» номинация Лучшая короткая повесть, 1966